# Povos bundjalung

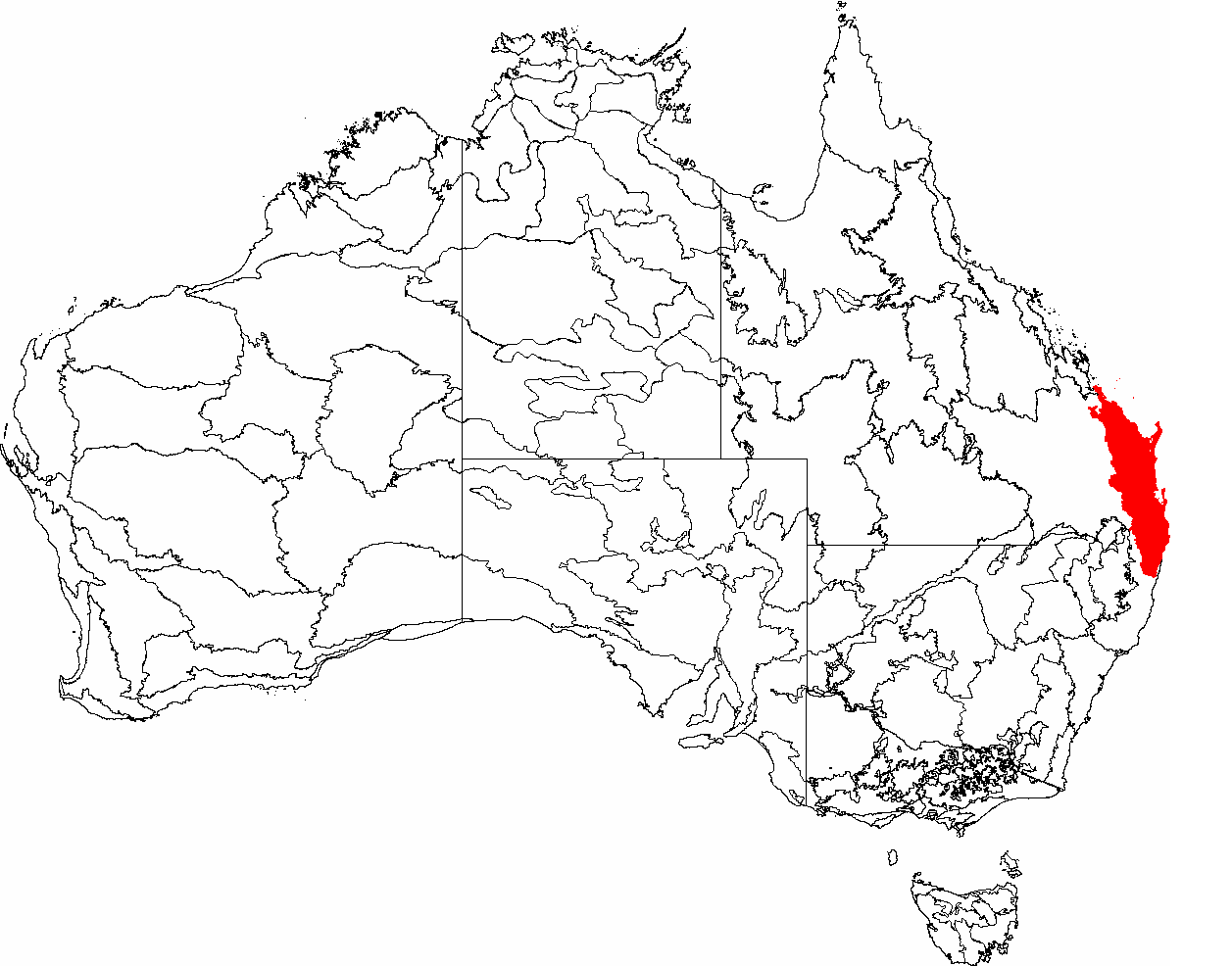
Localização da região do povo bundjalung na Austrália.

O povo Bundjalung (também conhecido como Bunjalung, Badjalang e Bandjalang) é um povo australiano aborígene que é o guardião original da área costeira do norte de Nova Gales do Sul, localizada a aproximadamente 550 quilômetros a nordeste de Sydney, uma área que inclui o Parque Nacional Bundjalung.